# Конькобежный спорт на зимних Олимпийских играх 2018 — 10 000 метров (мужчины)
Соревнования по конькобежному спорту среди мужчин на дистанции 10 000 метров на зимних Олимпийских играх 2018 прошли 15 февраля на Олимпийском Овале Каннына. В соревновании выступили 12 спортсменов из 8 стран. Квалификация на Игры осуществлялась по результатам четырёх этапов Кубка мира 2017/2018. Соревнования начались в 20:00 по местному времени (UTC+9).
Действующим олимпийским чемпионом в беге на 10 000 метров был голландский конькобежец Йоррит Бергсма, который принял участие и в Играх в Пхёнчхане, сумев отобраться на Игры по результатам национального квалификационного турнира, прошедшего с 26 по 30 декабря на ледовой арене Тиалф в Херенвене. На этот раз он занял второе место и завоевал «серебро».
Чемпион мира 2016 и 2017 годов на дистанции 10 000 метров знаменитый Свен Крамер, ранее выигравший золото в Пхёнчхане на дистанции 5000 метров, неожиданно пробежал очень слабо и занял только шестое место.

## Медалисты
| Золото               | Серебро                   | Бронза                 |
| Тед-Ян Блумен Канада | Йоррит Бергсма Нидерланды | Никола Тумолеро Италия |

## Рекорды
До начала зимних Олимпийских игр 2018 года мировой и олимпийский рекорды были следующими:
| Мировой рекорд     | Тед-Ян Блумен (CAN)  | 12:36,30 | Солт-Лейк-Сити | 21 ноября 2015 |
| Олимпийский рекорд | Йоррит Бергсма (NED) | 12:44,45 | Сочи           | 8 февраля 2014 |

## Результаты
| Место | Спортсмен        | Страна           | Пара | Время       | Отставание |
| ----- | ---------------- | ---------------- | ---- | ----------- | ---------- |
| 1     | Тед-Ян Блумен    | Канада           | 5    | 12:39,77 OR | +0,00      |
| 2     | Йоррит Бергсма   | Нидерланды       | 4    | 12:41,98    | +2,21      |
| 3     | Никола Тумолеро  | Италия           | 5    | 12:54,32    | +14,55     |
| 4     | Ли Сын Хун       | Республика Корея | 3    | 12:55,54    | +15,77     |
| 5     | Джордан Бельчос  | Канада           | 2    | 12:59,51    | +19,74     |
| 6     | Свен Крамер      | Нидерланды       | 6    | 13:01,02    | +21,25     |
| 7     | Патрик Беккерт   | Германия         | 6    | 13:01,94    | +22,17     |
| 8     | Барт Свингс      | Бельгия          | 1    | 13:03,53    | +23,76     |
| 9     | Мориц Гайсрайтер | Германия         | 3    | 13:06,35    | +26,58     |
| 10    | Рёсукэ Цутия     | Япония           | 1    | 13:10,31    | +30,54     |
| 11    | Ховард Бёкко     | Норвегия         | 2    | 13:17,47    | +37,70     |
| 12    | Давиде Гьотто    | Италия           | 4    | 13:27,09    | +47,32     |